# Contea di Sa'gya
La contea di Sa'gya (萨迦县S, Sàjiā XiànP) è una contea della Cina, situata nella Regione Autonoma del Tibet e amministrata dalla prefettura di Shigatse.